# Alas negras, palabras negras
«Alas negras, palabras negras» es el segundo episodio de la tercera temporada de la serie Game of Thrones de HBO. Escrito por Vanessa Taylor y dirigido por Daniel Minahan, fue estrenado el 7 de abril de 2013.
El título hace alusión a un viejo dicho utilizado en el universo de la serie, referido al hecho de que mensajes enviados con tanta urgencia, son regularmente malas noticias.

## Argumento

### En Desembarco del Rey
Sansa Stark (Sophie Turner) es invitada a almorzar con Lady Margaery Tyrell (Natalie Dormer) y su abuela Lady Olenna (Diana Rigg). Allí le preguntan a Sansa si el Rey Joffrey Baratheon (Jack Gleeson) será un buen esposo para Margaery. Sansa se mantiene reacia a contar la verdad sobre Joffrey, pero finalmente es persuadida y les habla sobre la crueldad de éste. 
Mientras se prueba su atuendo para la boda, el Rey Joffrey habla con su madre sobre su futura esposa Margaery. Luego, la invita a su habitación y conversan sobre la próxima partida de caza del Rey. Renly Baratheon pasa luego a ser el tema de conversación y sobre si Margaery consumó o no su unión con su fallecido marido. Margaery insinúa que no lo hizo, y rápidamente cambia el tema de conversación. 
Tyrion Lannister (Peter Dinklage) regresa a sus aposentos y encuentra a Shae (Sibel Kekilli) esperándole. Él le recuerda que su padre prometió ejecutar a la siguiente prostituta que encontrara en la cama de Tyrion, pero a Shae parece no importarle. Ella, por su parte, le advierte a Tyrion que Lord Baelish ha tomado interés en Sansa, a lo que él responde que, ahora que Sansa ya no es la prometida de Joffrey, muchos hombres la desean.

### Más Allá del Muro
Mance Rayder (Ciarán Hinds) continúa desconfiando de Jon Nieve (Kit Harington). Hacen una corta parada y junto con Tormund Matagigantes (Kristofer Hivju) e Ygritte (Rose Leslie) conversan con Orell (Mackenzie Crook). Orell es un cambiapieles, capaz de ver a través de los ojos de animales. Éste les comunica que ha visto el Puño de Los Primeros Hombres y los restos de la batalla que allí ocurrió. 
Mientras marchan al Muro, Samwell Tarly (John Bradley) cae exhausto. Grenn (Mark Stanley) y Edd (Ben Crompton) le animan a que se ponga en pie y siga su camino. El Lord Comandante (James Cosmo), por su parte, le ordena a Rast (Luke Barnes) que se asegure con su vida de que Sam llegue a salvo al Muro.

### En el Norte
Mientras se dirige al Muro, Bran Stark (Isaac Hempstead-Wright) tiene un sueño, donde intenta matar al cuervo de tres ojos, pero un chico que le dice que esto es imposible porque el cuervo es el mismo Bran. Al despertarse y continuar con la marcha, Osha (Natalia Tena) sospecha que alguien les sigue y sale a investigar. En este instante, llega el chico del sueño de Brann y le revela que su nombre es Jojen Reed (Thomas Brodie-Sangster) y que es un verdevidente como Bran. Jojen, que anda acompañado por su hermana Meera (Ellie Kendrick), le dice a Bran que él también ha tenido el sueño y que ha seguido a Bran creyendo que el niño jugará un importante papel en el futuro
Theon Greyjoy (Alfie Allen) ha sido capturado por un grupo de hombres y es torturado en busca de información. A pesar de que Theon responde a todas las preguntas con la verdad, le siguen torturando. Cuando los torturadores se marchan, se le acerca un muchacho (Iwan Rheon) que dice ser un enviado de su hermana Yara Greyjoy, y promete liberarlo cuando los soldados duerman.

### En las Tierras de los Ríos
El Rey en el Norte Robb Stark (Richard Madden) recibe dos cartas, una informándole sobre la muerte de su abuelo Hoster Tully, y otra comunicándole sobre la destrucción de su hogar, Invernalia, además de que Bran y Rickon no fueron encontrados en las ruinas del castillo. Robb se lo comunica a su madre, Lady Catelyn (Michelle Fairley) y parten hacia Aguadulces al funeral de su abuelo. En el camino, Lord Rickard Karstark (John Stahl) comunica su disconformidad con respecto a la distracción que constituye el funeral para la guerra. 
Viajando hacia el Norte, Arya Stark (Maisie Williams), Gendry (Joe Dempsie), y Pastel Caliente (Ben Hawkey) son descubiertos por un pequeño grupo dirigido por Thoros de Myr (Paul Kaye), que sospecha que los tres han escapado de Harrenhall. Thoros les informa de que él y sus hombres luchan por La Hermandad sin Estandartes y los lleva a una posada a comer. Cuando Arya, Gendry y Pastel Caliente se disponen a marcharse tras ser liberados, otro grupo de La Hermandad llega después de haber capturado a Sandor "El Perro" Clegane (Rory McCann), quien revela la verdadera identidad de Arya a Thoros y sus hombres.
Brienne de Tarth (Gwendoline Christie) continúa transportando a Ser Jaime Lannister (Nikolaj Coster-Waldau) a Desembarco del Rey con las esperanzas de cambiarlo por Sansa y Arya.  En el camino se encuentran con un campesino que les advierte sobre los peligros de viajar por el Camino Real. Jaime le advierte a Brienne que el campesino puede delatarlos y que lo mejor sería asesinarlo, a lo que Brienne se niega por verlo inofensivo. Luego, al pasar por un puente, Jaime le roba una de sus espadas a Brienne, pero ésta logra vencerle. Instantes después son tomados prisioneros por Locke (Noah Taylor), un abanderado de Lord Roose Bolton (Michael McElhatton), guiado por el campesino que había reconocido a Jaime.

## Recepción
Matt Fowler de IGN le otorgó al episodio un 8,5/10, escribiendo; "Sin grandes momentos esta semana en Game of Thrones, pero una gran cantidad de nuevos personajes se unen al juego".  David Sims de The A.V. Club le dio una B+ para novatos.  Todd VanDerWerff le otorgó una B+ para expertos.